# La Trinidad de Moravia
La Trinidad es el tercer distrito del cantón de Moravia, en la provincia de San José, de Costa Rica.
El distrito se caracteriza por su alto desarrollo urbanístico, pasando de ser un distrito completamente rural a uno urbanizado en los últimos años.

## Historia
La Trinidad fue creado el 24 de marzo de 1950 por medio de Decreto Ejecutivo 32.
El distrito de La Trinidad fue formalmente conocido como Guayabal, para luego llamarse Trinidad y ahora en la actualidad La Trinidad. 
En 1926 son los vecinos de Guayabal los que piden segregarse de Moravia y pertenecer a Vázquez de Coronado por carecer de agua, gestión que fue rechazada por el Congreso. Finalmente, en 1931, se gestiona investigar y definir el límite entre San Vicente y Santo Domingo de Heredia. 

## Ubicación
Se ubica en el centro del cantón y limita al oeste con el cantón de Santo Domingo, al sur con el distrito de San Vicente, al este con el cantón de Vázquez de Coronado y al noreste con el distrito de San Jerónimo. 

## Geografía
La Trinidad cuenta con un área de 4,9 km² y una altitud media de 1265 m s. n. m.

## Demografía
Para el año 2022, La Trinidad cuenta con una población estimada de 22 147 habitantes, y para el último censo efectuado, en 2011, La Trinidad contaba con una población de 19 767 habitantes.

## Localidades
- Cabecera: Guayabal
- Barrios: Altívar, Altos de Moravia, Altos de Trinidad, Cipreses, Colonia, El Níspero, Las Flores, Moral, Níspero, Rosal, Ruano, Sitios, Tanques, Virilla, Vista Azul.

## Cultura

### Educación
Ubicadas propiamente en el distrito de La Trinidad se encuentran los siguientes centros educativos:
- Escuela de Los Sitios
- Escuela de La Trinidad
- Colegio Experimental Bilingüe de La Trinidad

## Transporte

### Carreteras
Al distrito lo atraviesan las siguientes rutas nacionales de carretera:
- Ruta nacional 220

## Concejo de distrito
El concejo de distrito de La Trinidad vigila la actividad municipal y colabora con los respectivos distritos de su cantón. También está llamado a canalizar las necesidades y los intereses del distrito, por medio de la presentación de proyectos específicos ante el Concejo Municipal. La presidenta del concejo del distrito es la síndica propietaria del partido Liberación Nacional, Mayela Garro Herrera.
El concejo del distrito se integra por:
| #                       | Partido                         | Nombre                           |
| Síndico propietario     | Síndico propietario             | Síndico propietario              |
| ----------------------- | ------------------------------- | -------------------------------- |
| 1                       | Partido Liberación Nacional     | Mayela Garro Herrera             |
| Síndico suplente        |                                 |                                  |
| 2                       | Partido Liberación Nacional     | Freddy Rolando Carmona Brown     |
| Concejales propietarios |                                 |                                  |
| 3                       | Partido Liberación Nacional     | Viviam Vargas Díaz               |
| 4                       | Partido Liberación Nacional     | Norman Lizarazo González         |
| 5                       | Partido Unidad Social Cristiana | Maureen Vanessa Segura Rodríguez |
| 6                       | Partido Acción Ciudadana        | Mario Céspedes Chaves            |
| Concejales suplentes    |                                 |                                  |
| 7                       | Partido Liberación Nacional     | Johel Francisco Zamora Tenorio   |
| 8                       | Partido Liberación Nacional     | Amanda Yareth Zamora Tenorio     |
| 9                       | Partido Unidad Social Cristiana | Moisés Aníbal Zúñiga Araya       |
| 10                      | Partido Acción Ciudadana        | Yesenia Peraza Hernández         |